# Phymatopteris digitata
Phymatopteris digitata là một loài thực vật có mạch trong họ Polypodiaceae. Loài này được (Ching) Pic. Serm. miêu tả khoa học đầu tiên năm 1973.